# Dezeen
Dezeen là một tạp chí kiến trúc, nội thất và thiết kế điện tử có trụ sở tại Luân Đôn, có văn phòng ở Hoxton và trước đó là thành phố New York.

## Lịch sử
Dezeen được thành lập bởi Marcus Fairs ra mắt tại Luân Đôn vào cuối tháng 11 năm 2006. Văn phòng ở thành phố New York được thành lập vào năm 2015 với các biên tập viên có trụ sở tại Manhattan và sau đó là Brooklyn trước khi đóng cửa vài mùa thu năm 2020.
Bắt đầu từ năm 2018, tạp chí đã phát động giải Dezeen Awards thường niên nhằm tôn vinh những thành tựu về kiến trúc, kiến trúc và thiết kế tốt nhất trên toàn thế giới.
Vào tháng 3 băm 2021, Dezeen đã được mua lại bởi công ty truyền thông Đan Mạch JP/Politiken Media Group. Dezeen là thương vụ mua lại đầu tiên của JP/Politikens Hus bên ngoài Scandinavia. Việc mua lại này là một phần trong chiến lược năm 2025 của JP/Politikens Hus nhằm tăng doanh thu từ 3 tỷ DKK lên 5 tỷ. Vào thời điểm mua lại, trang web có hơn 3 triệu lượt truy cập hàng tháng và hơn 6,5 triệu người theo dõi trên mạng xã hội.

## Đón nhận
Dezeen được báo The Independent bình chọn là blog kiến trúc hay nhất vào năm 2012 và tờ The Times đã đưa tạp chí này vào danh sách "50 trang web hàng đầu mà bạn không thể sống thiếu nó" vài năm 2013. Dezeen cũng được đưa vào danh sách "Design 100" của tạp chí Time vào "những thứ có ảnh hưởng nhất đến thiết kế toàn cầu".